# Gare du parc de Montsouris
La gare du parc de Montsouris était une gare ferroviaire française de la ligne de Petite Ceinture, mise en service en 1867, désaffectée en 1937 et démolie dans les années 1970, située dans le 13e arrondissement de Paris, en région Île-de-France.

## Situation ferroviaire
La gare du parc de Montsouris se situait au point kilométrique (PK) 15,780 de la ligne de Petite Ceinture, actuellement désaffectée, entre les gares de Montrouge-Ceinture et de la Maison-Blanche. 

## Historique

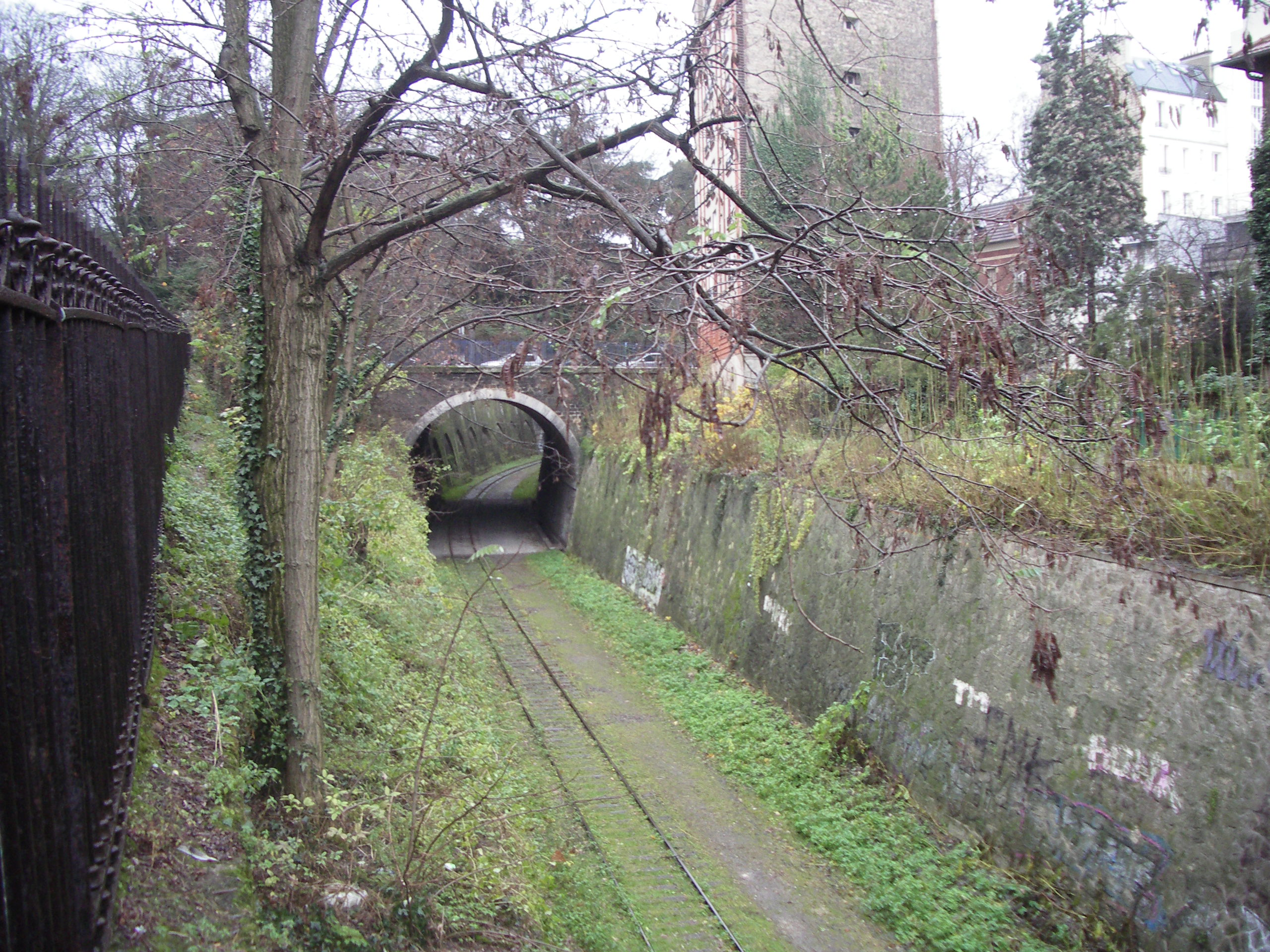
La tranchée de la Petite Ceinture vue depuis la rue Liard. La gare du Parc de Montsouris était située dans le dos du photographe.

La gare mise en service le 25 février 1867 avec l'ouverture de la Ceinture rive-gauche qui relie La Râpée à Auteuil. Elle porte d'abord le nom de « La Glacière-Gentilly » avant d'être renommée « Parc de Montsouris » en 1900. La gare de marchandises de La Glacière-Gentilly, lui est adjointe en 1882 et fonctionne jusqu'en 1993. La gare du Parc de Montsouris permettait une correspondance avec la ligne de Sceaux à l'actuelle gare de Cité universitaire, située à proximité.
Comme le reste de la Petite Ceinture, la gare ferme au trafic voyageurs le 23 juillet 1934. Son bâtiment voyageurs et ses quais sont démolis dans les années 1970 pour faire place à un ensemble immobilier. Les voies sont aujourd'hui recouvertes d'une dalle de béton sur laquelle est établi un parc de stationnement. 